# Ludwig Schwab (Politiker)
Ludwig Franz Schwab (* 5. September 1921 in Klein-Krotzenburg; † 14. Februar 1987) war ein deutscher Politiker (CDU) und Abgeordneter des Hessischen Landtags.

## Leben
Ludwig Schwab trat nach dem Besuch des Gymnasiums in Seligenstadt und Offenbach am Main in den gehobenen Dienst der Finanzverwaltung ein. 1941 bis 1945 leistete er Kriegsdienst und bestand 1948 die Steuerinspektorsprüfung und wurde anschließend Wirtschaftsprüfer. Er arbeitete als Betriebsprüfer bei verschiedenen Finanzbehörden. Er war seit 1. September 1940 Mitglied der NSDAP (Mitgliedsnummer 7.779.504).
Schwab war seit 1952 Mitglied der CDU und dort seit 1969 Kreisvorsitzender der CDU Offenbach-Land. Seit Mai 1948 war er Gemeindevertreter seiner Heimatgemeinde, seit 1960 Kreistagsabgeordneter im Landkreis Offenbach. Vom 1. Dezember 1970 bis zum 30. November 1982 war er Mitglied des Hessischen Landtags. Dort war er Vorsitzender des Unterausschusses zur Nachprüfung der Staatshaushaltsrechnung. 1979 war Schwab Mitglied der 7. Bundesversammlung.
1983 wurde er mit dem Verdienstkreuz 1. Klasse der Bundesrepublik Deutschland ausgezeichnet.
Schwab war verheiratet und hatte zwei Kinder.